# Czekaj (Ropczyce)
Czekaj – część miasta Ropczyce od 1929 roku. Leży na północny zachód od centrum miasta, w rejonie ul. Kolejowej. Jest to dzielnica przemysłowa. Znajduje się tu stacja kolejowa Ropczyce.

## Historia
Dawniej był to przysiółek położony w dwóch gminach – Ostrów i Skrzyszów  w powiecie ropczyckim. 1 kwietnia 1929 włączono go do Ropczyc wraz z parcelą kolei państwowej i drogą dojazdowa do dworca.